# Corry Brokken
Cornelia Maria Brokken, nota come Corry Brokken (Breda, 3 dicembre 1932 – Laren, 31 maggio 2016), è stata una cantante, conduttrice televisiva e giudice olandese.
Ha rappresentato i Paesi Bassi all'Eurovision Song Contest tre volte: nel 1956, anno in cui non furono resi noti né i punteggi né le posizioni raggiunte dai concorrenti fatta eccezione per il vincitore, nel 1957, anno in cui vinse con il brano Net als toen, e nel 1958, classificandosi ultima a pari merito con il Lussemburgo. Ha inoltre presentato la stessa manifestazione nel 1976, quando fu ospitata da L'Aia.

## Biografia
Nacque a Breda, nel Brabante Settentrionale, nel 1932. Nel 1952 debuttò alla radio olandese con la canzone I Apologize, mentre nel 1963 e nel 1995 vinse il premio Edison.
Due anni dopo pubblicò il suo primo album, e nel 1956 fu la prima rappresentante del suo paese all'Eurovision Song Contest con "Voorgoed voorbij", dopo aver vinto, con la stessa canzone, la prima edizione del Nationaal Songfestival.
L'anno seguente vinse l'Eurovision Song Contest 1957 con "Net als toen" scritta da Willy van Hemert. L'anno dopo partecipò ancora una volta con "Heel de Wereld" ma si classificò all'ultimo posto.
La sua versione di "Milord" fu la prima in classifica nei Paesi Bassi nel 1960. Il testo della canzone, che parla di una prostituta, fece scandalo nella parte più conservatrice del paese.
Tra il 1961 e il 1972 fu presente in televisione come presentatrice. Nel 1971 pubblicò il suo ultimo album, prodotto da Willem Duys.
Dopo la vittoria dei Teach-In, presentò l'Eurovision Song Contest 1976. Si ritirò poi dalla carriera di cantante dedicandosi agli studi di giurisprudenza, fino a diventare magistrato.
Nel 1996 tornò nel mondo musicale pubblicando alcuni dischi di successo. Morì per una grave malattia nel 2016.

## Discografia

### Album
- 1960 - Corry's Bed-Time Story
- 1965 - De Corry Brokken Show
- 1965 - Corry Brokken
- 1968 - Wereldsuccessen

### Singoli ed EP
- 1956 - Voorgoed voorbij
- 1957 - Net als toen
- 1958 - Heel de wereld